# لیوتووو
لیوتووو (به بلغاری: Lyutovo) یک منطقهٔ مسکونی در بلغارستان است که در شهرستان بلیتسا واقع شده‌است.
 لیوتووو ۵٬۴۷۷ کیلومتر مربع مساحت و ۲۴۲ نفر جمعیت دارد و ۱٬۲۶۸ متر بالاتر از سطح دریا واقع شده‌است.